# Ike Smith
Ikeon Deonta Smith, detto Ike (Gainesville, 5 luglio 1997), è un cestista statunitense.

## Carriera
Dopo aver trascorso la carriera universitaria con i Georgia Southern Eagles, il 17 settembre 2020 firma con i Gießen 46ers, venendo tuttavia rilasciato nel mese successivo. Il 7 dicembre 2021 viene firmato dal Tampereen Pyrintö; dopo un'ottima stagione a livello individuale, il 26 settembre 2022 si lega nuovamente al club finlandese.
Il 14 luglio 2023 si trasferisce alla Pallacanestro Vigevano, neopromossa in Serie A2.

## Palmarès
- Coppa di Polonia: 1

Walbrzych: 2025